# Naczałowo
Naczałowo (ros. Началово) – wieś w Rosji, w obwodzie astrachańskim, ośrodek administracyjny rejonu priwołżskiego. W 2010 liczyła 5451 mieszkańców.